# 茨城県立太田第一高等学校・附属中学校
茨城県立太田第一高等学校・附属中学校（いばらきけんりつおおただいいちこうとうがっこう・ふぞくちゅうがっこう）は茨城県常陸太田市栄町にある県立高等学校・中学校。
略称は「太田一高（おおたいちこう）」である。常陸太田周辺では単に「一高（いちこう）」や「太田一（おおたいち）」と呼ばれることもある。2020年4月に附属中学校が併設された。

## 概要
1900年（明治33年）4月1日に茨城県立水戸中学校（現在の茨城県立水戸第一高等学校）の太田分校として設立され、この日を基準として同校の設立経過年が計算されている。
1902年（明治35年）4月1日に独立して茨城県立太田中学校となり、1904年（明治37年）12月4日に校舎等の落成をもって開校式が挙行、以後、同日をもって創立記念日とされた。
2003年（平成15年）度に県立高校としては、茨城県立牛久栄進高等学校に次いで単位制（進学重視型）が導入された。
水郡線と日立電鉄線の終着駅があった事などから、常陸太田市だけでなく日立市、那珂市、東海村、常陸大宮市、大子町等近隣の市町村各地から学生が集まり、これまでに約27000名の卒業生を送り出している。内閣官房長官を務めた梶山静六を始め、常陸太田近隣出身の有力者の中には太田第一高等学校の卒業生も多い。
新田次郎『ある町の高い煙突』の主人公である関根三郎の母校として描かれている。

## 校歌
1915年（大正4年）9月に制定された。
作詞者は当時東京音楽学校教授で、瀧廉太郎の作曲で「花」を発表していた武島羽衣であり、作曲者は当時学習院助教授の小松耕輔である。
校歌は全部で6番あるが、現在では6番目の歌詞は歌われなくなっている。
なお、6番目の歌詞は次のとおり。
「六、希望かがやく日の本の 前途のぞめばここちよや 有為の人と身をなして 国と天皇とに尽してむ」

## 応援歌
現在歌われている応援歌は3種類存在する（その1～その3）が、「応援歌その4」も存在する。その1～その3の歌詞は公式サイト
参照。

### 応援歌（その1）
- 作詞作曲不明

### 応援歌（その2）
- 作詞　中村洋一
- 曲　軍歌「艦船勤務」

### 応援歌（その3）
- 作詞　林勘二
- 作曲　黒沢日出男

### 応援歌（その4）
- 作詞　風野新一郎
- 曲　文部省唱歌「汽車」

「いざ戦わん いざ戦わん 青龍ひとたび 時機得れば 黒雲巻いて 空を駆く いまや制覇の 時は来ぬ」

## 校訓
現在の校訓は「至誠・剛健・進取」であるが、当初は「至誠・剛健・自治」であり、1940年（昭和15年）4月に現在のものに改められた。

## 進路
ほとんどの生徒が進学を希望し、関東圏内の大学への進学が多数を占める。
特に、筑波大学、茨城大学をはじめとした茨城県近在の大学への進学実績が多い。

## 学校行事

### 卒業50周年・25周年祝賀式
毎年4月の第3土曜日に卒業50年、卒業25年を迎えた先輩が母校に集まって、在校生と一緒に盛大な祝賀式を行う。祝賀式では、卒業生の挨拶として各界で活躍している卒業生の話を聞き、式の終盤には卒業生と在校生が共に校歌を歌う。
1957年（昭和32年）2月23日に第1回の卒業50周年祝賀式が挙行され、1973年（昭和48年）4月21日から卒業25周年祝賀式を併せて実施するようになった。

### 青龍祭
2022年より1年に一度、6月に行われている文化祭である。2日間の日程で開催され、各クラスによる喫茶・アトラクションなどの出店、文化部や有志による発表などで構成される。
1950年（昭和25年）の創立50周年記念式典に合わせて始まった青龍祭も当初は毎年開催であったが、学力向上を図る目的で1954年（昭和29年）から3年に一度の開催となる。しかし運用の面で経験者がいないことは不都合であるとして1976年（昭和51年）から1987年（昭和62年）までは毎年開催された。それ以降は再び3年に一度の開催となる。
なお、「青龍祭」という名前は1975年（昭和50年）から使用されている。
2022年より三年に一度の開催となっていた青龍祭が再び毎年開催となった。
青龍祭の無い年では、文化部が主体となって文化週間が一週間にわたって行われていた。

### クラスマッチ
- 体育デー

青龍祭実施年は6月、それ以外は9月に行われる体育祭である。クラス対抗リレー、サッカー、バスケットボールなどの球技の他、リバーシ競技も行われる。各クラスが独自に発注した「クラスTシャツ」を着用し競技に臨む。
- マラソン大会

笠松運動公園の敷地内および外周歩道を用いて毎年11月に実施される。男子10km、女子6kmのコースが設定される。当初は学校周辺（旧水府村方面）を回るコースであったが交通事情の影響で1985年から笠松運動公園で実施されている。
現在マラソン大会は行われていない。その代替として、毎授業で男子4km、女子3km走ることになっている。

## 部活動
2024年5月現在、部活動として以下のものがある。柔道部、弁論部、水泳部、陸上部、野球部、ソフトテニス部、硬式テニス部(女子)、ラグビー部、卓球部、男子バレーボール部、女子バレーボール部、サッカー部、ハンドボール部、男子バスケットボール部、女子バスケットボール部、弓道部、剣道部、吹奏楽部、書道部、美術部、英語研究部、写真部、JRC部、文芸部、演劇部、棋道部、物理部、生物部。
野球部は1989年に秋季県大会で準優勝、その後、秋季関東大会に出場したが、宿舎の夕食で食中毒禍のアクシデントが発生した。1回戦の朝、体調不良を訴える選手も多かったが、初戦には勝った。しかし、選手たちの体調は更に悪化し、準々決勝に挑める状態でなくなり棄権した。選抜高校野球大会出場まで、あと少しまでいったが及ばなかった。また、2024年に柔道部がインターハイ出場した。

## 主な所有文化財

### 国指定重要文化財
- 旧茨城県立太田中学校講堂

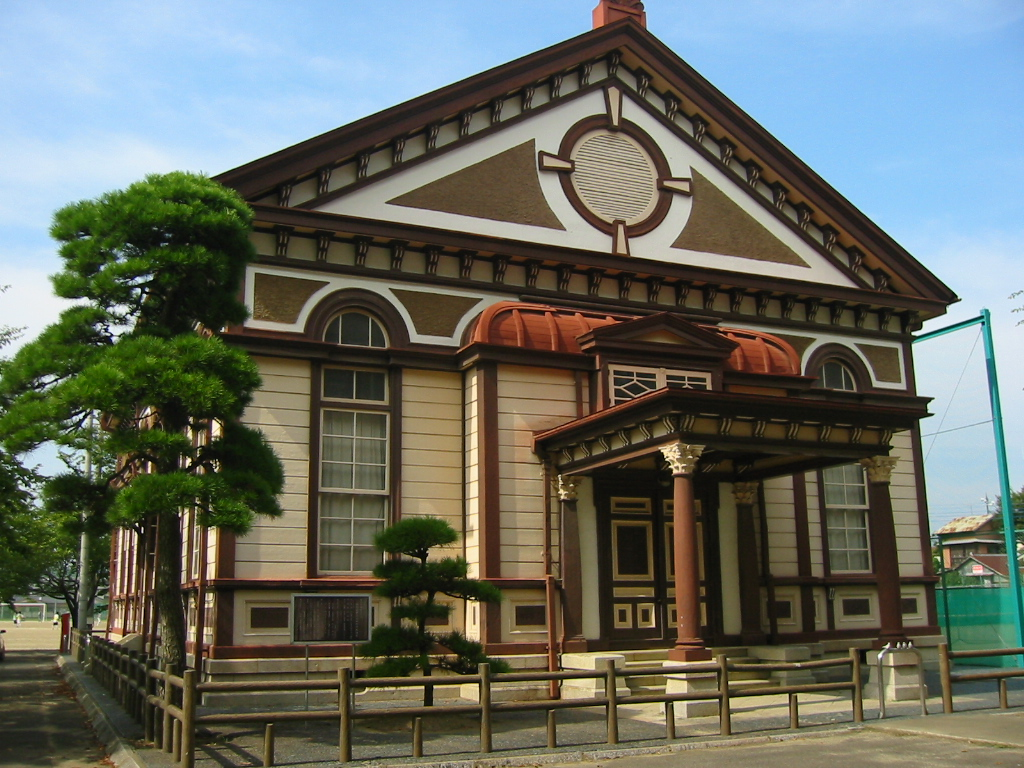
茨城県立太田第一高等学校旧講堂

1904年（明治37年）、茨城県技師・駒杵勤治によって設計され、1976年（昭和51年）2月3日に国の重要文化財に指定された（建財第1979号）。1990年（平成2年）に資料館として整備されたが、弁論大会等で実際に使用することもある。なお、同時期に龍ヶ崎中学校（現在の茨城県立竜ヶ崎第一高等学校）、水海道中学校（現在の茨城県立水海道第一高等学校）及び水戸高等女学校（現在の茨城県立水戸第二高等学校）に同じ様式のものが建築されたが、現存しているのは本講堂のみである。

### 絵画
- 小川芋銭「貯水池の辺りを行く牛市の群」
- 加倉井和夫「硜壁」「櫻薫西山荘」「麗花」「歓」
- 横山大観「笹に蛙」
- 田辺至「徳川光圀」「徳川斉昭」

### 書
- 立原翠軒「七言絶句」
- 山縣有朋「七言絶句」
- 佐藤進「博学之　審問之」
- 後藤新平「書」

## 沿革
- 1900年 茨城県立水戸中学校（現在の茨城県立水戸第一高等学校）太田分校として開設
- 1902年 茨城県立太田中学校として独立[7]
- 1904年 旧講堂（国の重要文化財）竣工
- 1915年 校歌制定（作詞武島羽衣・作曲小松耕輔）
- 1948年 茨城県立太田高等学校と改称。定時制普通科設置
- 1949年 茨城県立太田第一高等学校と改称。全日制農業科設置
- 1963年 農業科募集停止
- 1976年 旧講堂が国の重要文化財に指定される
- 1977年 国際交流派遣第1回（アメリカ合衆国）、平成7年度よりオーストラリア
- 1980年 同窓会館兼宿泊施設「益習会館」完成
- 1988年 現体育館竣工式
- 1989年 弓道場落成式
- 1993年 サテライン通信衛星講座導入
- 1998年 第2グラウンド完成（創立100周年記念、野球場）
- 2000年 創立100周年記念式典
- 2003年 全日制課程普通科（単位制）に移行
- 2007年 全ホームルーム教室にエアコン設置
- 2009年 バイク通学を原則スクーターに
- 2010年 創立110周年記念式典
- 2020年 茨城県立太田第一高等学校附属中学校併設

## 著名な出身者
- 梶山静六（元内閣官房長官・法務大臣・通産大臣・自治大臣・国家公安委員長・自民党幹事長）
- 梶山弘志（経済産業大臣・元内閣府特命担当大臣）
- 宮田重文（元参議院議員・元自民党副幹事長）
- 渡辺覚造（元貴族院議員・元水戸市長）
- 矢田部理（元新社会党委員長）
- 大久保太一（元常陸太田市長）
- 宮田達夫（常陸太田市長）
- 海野徹（元那珂市長）
- 先崎光（那珂市長）
- 河盛安之介（元衆議院議員・元堺市長）
- 山形清（ジュネーブ海軍軍備制限会議随員・元パキスタン初代大使）
- 鈴木九萬（元オーストラリア大使・元イタリア大使）
- 沼田徳重（元陸軍中将）
- 前沢長重（元陸軍少将）
- 生田目修（元陸軍士官・元空将・元航空幕僚長）
- 渡辺寧（元静岡大学学長・文化功労者）
- 沼地福三郎（（元東北大学流体科学研究所所長・元東北大学教授）
- 五来重（仏教民俗学者。元高野山大学教授・元大谷大学教授）
- 石崎伝蔵（元長寿日本一）
- 荒蒔康一郎（元キリンホールディングス会長）
- 関右馬允（旧姓菊池三郎。新田次郎『ある町の高い煙突』の主人公・関根三郎のモデル）
- 加倉井和夫（日本画家）
- 遠藤賢司（純音楽家）
- 横須賀満夫（建築家）
- 古茂田甲午郎（元建築家、戦前東京市の関東大震災後における復興小学校施策に係る権威）
- 神泉薫（詩人）
- 3代目柳家さん助（落語家。二ツ目時代は4代目柳家さん弥を名乗った）
- 加藤善孝（元プロボクサー・第45代OPBF東洋太平洋ライト級王者・第57代日本ライト級王者。角海老宝石ボクシングジム所属）
- 川端清策（生物学者）